# Golpe de Estado de 15 de agosto de 1975 em Bangladesh
O golpe de Estado de 15 de agosto de 1975 em Bangladesh foi um golpe militar lançado por oficiais do exército de médio escalão em Bangladesh em 15 de agosto de 1975. Os oficiais faziam parte de uma conspiração antiga para assassinar Sheikh Mujibur Rahman, o pai da nação bengali, cuja liderança na luta entre as eleições gerais do Paquistão de 1970, durante as quais se tornou o primeiro-ministro eleito do Paquistão e o culminar da Guerra de Libertação de Bangladesh levou à fundação de Bangladesh como um estado-nação. Sheikh Mujibur Rahman e muitos de seus familiares foram mortos durante o golpe.

## Contexto
Sheikh Mujibur Rahman, que ganhou as eleições gerais do Paquistão em 1970, foi negado pela ditadura militar do Paquistão para se tornar o primeiro-ministro do Paquistão; isso foi resultado da opressão política de longa data dos cidadãos bengalis do Paquistão, que se opunham abertamente à tirania autoritária do sistema Establishment (Paquistão). Enquanto as demandas democráticas e os protestos continuavam, o Sheikh Mujibur Rahman fez o discurso em 7 de março que reuniu os bengalis para se prepararem para o que está por vir. Em 25 de março de 1971, o Exército do Paquistão lançou uma operação armada matando intelectuais na Universidade de Daca e no dia seguinte, em 26 de março de 1971, Sheikh Mujibur Rahman declarou a independência de Bangladesh do Paquistão, desencadeando a Guerra de Libertação de Bangladesh que terminou em a rendição das forças paquistanesas em Bangladesh para uma força aliada de Bangladesh Mukti Bahini e as forças armadas indianas. Em 1973, a Liga Awami de Sheikh Mujibur em Bangladesh venceu a primeira eleição parlamentar no Bangladesh independente por uma vitória esmagadora.
Durante a guerra, os responsáveis pelo golpe já traçaram o plano de assassinar  Sheikh Mujibur Rahman. Muitos dos conspiradores eram oficiais do exército que estavam insatisfeitos com a decisão de independência, pois recebiam benefícios de uma administração militar e temiam que uma administração democrática pudesse não lhes proporcionar tantos benefícios quanto as administrações de Ayub Khan e Yahya Khan vinham dando a eles. Além de oficiais militares, políticos de carreira e burocratas como Khondoker Mostaq Ahmed e alguns outros ministros que trabalharam no governo do Paquistão e no governo de Bangabandhu também estiveram envolvidos na conspiração porque queriam fazer parte do Paquistão e culparam o Sheikh Mujibur Rahman pela guerra de libertação de 1971.
Em 1974, o major Syed Faruque Rahman ficou insatisfeito com o governo da Liga Awami. Ele costumava discutir sua insatisfação com o major-general Ziaur Rahman, que era vice-chefe do Estado-Maior do Exército. Ziaur Rahman sugeriu que Faruque "fizesse algo" a respeito da situação em uma dessas reuniões.
O major Khandaker Abdur Rashid conseguiu comunicar ao ministro do Comércio, Khandaker Moshtaque Ahmed, a situação no país. Major Khandaker Rashid, Major Dalim e Khandaker Moshtaque decidiram que eles deveriam dissolver BaKSAL e remover Sheikh Mujibur. Khandaker Rashid informou ao major Faruque Rahman, que concordou com o plano, e também foi informado de que o general Zia os apoiaria.

## Execução do golpe
Os amotinados decidiram se dividir em equipes, e cada equipe receberia instruções e alvos específicos.

### Bangabandhu Bhaban
A operação na residência do presidente xeique Mujibur Rahman foi liderada pelo major AKM Mohiuddin Ahmed. O Major Bazlul Huda foi colocado na equipe por ser o ajudante do 2º Regimento de Artilharia de Campo, que guardava a casa do Presidente. A equipe também incluiu o Major S.H.M.B Noor Chowdhury. O capitão Abul Bashar, que estava encarregado dos guardas, serviu sob o comando do major Dalim.
Alguns dos guardas foram mortos defendendo a residência depois que os amotinados tentaram entrar à força. O xeique Kamal foi ferido defendendo a residência e foi executado pelo capitão Huda depois que os agressores entraram no complexo. Xeique Mujib perguntou "o que você quer?" para os amotinados. O major Noor e o capitão Huda atiraram no xeque Mujib quando ele descia as escadas. O filho do xeque Mujib, o tenente xeique Jamal, a esposa de Jamal, Rosy, a esposa do xeique Kamal, Sultana Kamal, e a esposa do xeique Mujib, xeique Fazilatunnesa, foram levados ao banheiro do primeiro andar. Eles foram baleados e mortos lá pelo major Abdul Aziz Pasha e Risaldar Moslemuddin. O major Faruque promoveu o capitão Huda a major e o major subedar Abdul Wahab Joardar a tenente local. Faruque havia chegado e partido em um tanque. O coronel Jamil Uddin Ahmad, secretário militar do presidente, foi morto no caminho para a residência de Bangabondhu após ser chamado pelo xeique Mujib.

### Residência do xeique Fazlul Haque Mani
O xeique Fazlul Haque Mani era sobrinho do xeique Mujibur Rahman e considerado um provável sucessor. Ele foi morto em sua casa junto com sua esposa, Begum Arzu Moni, que se acreditava estar grávida na época. Seus filhos xeique Fazle Noor Taposh e xeique Fazle Shams Parash sobreviveram. Sua casa na Estrada 13/1 em Dhanmondi foi cercada por 20-25 militares do exército em 15 de agosto de 1975.

### Suporte de artilharia
A artilharia sob o comando de Fauque disparou morteiros contra Dhanmondi e Mohammadpur. Em Mohammadpur, 14 pessoas morreram no incêndio de morteiros perto da estrada Sher Shah Suri.

### Campo Rakhi Bahini
O Major Faruque atacou o campo Jatiya Rakkhi Bahini com 26 tanques sob seu comando. O Rakhi Bahini se rendeu sem incidentes, Faruque mudou-se para a residência do xeique Mujibur Rahman após a neutralização do Rakhi Bahini foi concluída.

### Bangladesh Betar
O principal oficial do Bangladesh Betar (rádio) em Daca foi atacado pelos amotinados no início da manhã. Eles rapidamente desarmaram a delegacia de polícia e assumiram o controle do rádio. O Major Dalim e o Maj Shahriar estavam encarregados da operação na estação de rádio. Eles controlaram o fluxo de informações de lá.

## Rescaldo
Khandaker Moshtaque dirigiu-se à nação da estação de rádio. Seu discurso, escrito por Taheruddin Thakur, anunciou a formação de um novo governo liderado por ele. Seguindo-o, o chefe do exército, seu vice, o chefe do estado-maior naval, o chefe da força aérea, o chefe da polícia e os fuzileiros de Bangladesh juraram lealdade ao novo governo. Khandaker Moshtaque nomeou o general M. A. G. Osmani como seu conselheiro de defesa. O General Ziaur Rahman foi nomeado Chefe do Estado-Maior do Exército em 24 de agosto de 1975 e Khalilur Rahman foi nomeado o primeiro Chefe do Estado-Maior de Defesa do Exército de Bangladesh.
Em 26 de setembro de 1975, Khandaker Moshtaque proclamou a Lei de Indenização que protegia os envolvidos na proteção legal do golpe. Em 5 de outubro de 1975, o Jatiya Rakkhi Bahini (Absorção no Exército) foi aprovada com forte apoio de Ziaur Rahman; que absorveu o Rakkhi Bahini no Exército de Bangladesh.
Em 3 de novembro de 1975, a situação ficou tensa com alguns oficiais do Exército de Bangladesh liderados pelo Brigadeiro General Khaled Mosharraf e o Coronel Shafaat Jamil lançando um golpe para remover os amotinados e restaurar a ordem no Exército. O juiz Abu Sadat Mohammad Sayem substituiu Khandaker Moshtaque como presidente e Mosharraf foi nomeado chefe do Estado-Maior do Exército. Os amotinados mataram pela manhã o ex-presidente Syed Nazrul Islam, o ex-primeiro-ministro Tajuddin Ahmed e os ministros M Mansur Ali e AHM Qamruzzaman na Cadeia Central de Daca, onde estavam presos desde o motim de 15 de agosto. Zia foi colocada em prisão domiciliar. Em 4 de novembro, os amotinados tiveram passagem segura para Bangkok.
Em 7 de novembro de 1975, Khaled Mosharraf foi morto em outro golpe que devolveu Ziaur Rahman ao chefe do Estado-Maior do Exército. O golpe foi liderado pela organização do soldado revolucionário e pelo coronel Abu Taher. O próprio Taher foi executado pela morte de Khaled sob o governo formado pelo Major General Zia em 21 de julho de 1976, a fim de restaurar a disciplina no Exército e prevenir novos golpes.

## Legado
Desde 1975, Bangladesh esteve sob diferentes governos militares, com a democracia sendo parcialmente restaurada algumas vezes e permanentemente em 1990.
Xeique Hasina e xeique Rehana, as duas filhas de xeique Mujibur Rahman, sobreviveram aos assassinatos de sua família como eles estavam na Alemanha em agosto de 1975. Xeique Hasina foi eleita quatro vezes primeira-ministra de Bangladesh, em 1996, 2009, 2014 e 2018.